# آرلینگتن (ورمانت)
آرلینگتن (به انگلیسی: Arlington) یک منطقهٔ مسکونی در ایالات متحده آمریکا است که در شهرستان بنینگتن، ورمانت واقع شده‌است. آرلینگتن ۱۰۹٫۹ کیلومتر مربع مساحت و ۲٬۳۱۷ نفر جمعیت دارد و ۱۷۷ متر بالاتر از سطح دریا واقع شده‌است.